# Red Bull Racing
Red Bull Racing (od 2022 Oracle Red Bull Racing) – austriacki (w sezonach 2005–2006 brytyjski) zespół wyścigowy i konstruktor Formuły, powstały w 2005 roku na bazie ekipy Jaguar Racing, odkupionego od koncernu Ford pod koniec 2004 roku. 
Jest to jedna z dwóch ekip (obok Racing Bulls) w stawce, będących w posiadaniu austriackiego producenta napojów energetycznych Red Bull. Siedziba zespołu mieści się w Milton Keynes w Wielkiej Brytanii, jednak zespół korzysta z austriackiej licencji.
Zespół zdobył sześciokrotnie mistrzostwo świata konstruktorów w sezonach 2010, 2011, 2012, 2013, 2022 oraz 2023). W klasyfikacji kierowców wygrywali Sebastian Vettel i Max Verstappen (obaj po cztery razy). 
Od lipca 2025 roku szefem zespołu jest Laurent Mekies, wcześniej szefujący siostrzanej ekipie Red Bulla. W sezonach 2005-2006 zespół korzystał odpowiednio z jednostek napędowych Cosworth i Ferrari. W sezonach 2007-2018 jeździli z silnikami Renault, lecz przez trzy ostatnie sezony współpracy używali ich pod nazwą TAG Heuer. Od roku 2019 korzystają z jednostek napędowych dostarczanych przez Hondę, z czego od 2022 roku pod nazwą RBPT, a od 2023 jako Honda RBPT.
W 2024 roku pododział zespołu Red Bull Racing pod nazwą Red Bull Advanced Technologies zbudował hybrydowy hipersamochód Red Bull RB17 korzystający z rozwiązań bolidów F1, powstając w limitowanej serii 50 egzemplarzy i będąc pierwszym w historii samochodem firmowanym marką Red Bull.

## Historia

### Korzenie zespołu

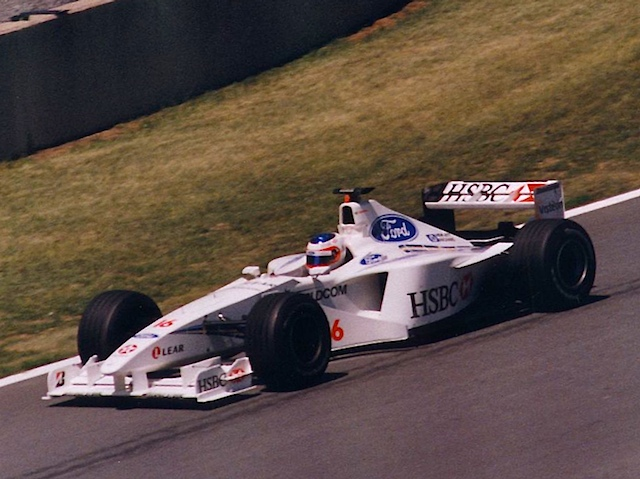
Rubens Barrichello w wyścigu o Grand Prix Kanady 1999 w barwach Stewart Grand Prix

Korzenie Red Bull Racing sięgają ekipy Stewart Grand Prix, założonej w 1996 roku przez trzykrotnego mistrza świata Jackiego Stewarta i jego syna Paula. Zespół był mocno powiązany z Fordem, który zgodził się dostarczać nowej ekipie jednostki napędowe. Zespół uczestniczył w 49 wyścigach, zdobywając łącznie 47 punktów. Jedyne zwycięstwo dla zespołu zapewnił Johnny Herbert podczas Grand Prix Europy 1999. To właśnie w 1999 team zanotował swój najlepszy rezultat, zajmując czwarte miejsce w klasyfikacji konstruktorów.
W czerwcu 1999, Ford nabył zespół za 100 milionów dolarów. 14 września 1999 dr Wolfgang Rietzle, dyrektor Jaguara ogłosił, że zespół będzie startował od sezonu 2000 pod nazwą Jaguar Racing. Celem amerykańskiego koncernu miała być walka o tytuł mistrzowski w sezonie 2001, jednak do tego nie doszło. Jaguar Racing brał udział w 85 wyścigach, zdobywając 49 punktów. Eddie Irvine zapewnił ekipie dwa trzecie miejsca – w Grand Prix Monako 2001 i Grand Prix Włoch 2002. Zespół najwyżej był sklasyfikowany w sezonach 2002-2004, zajmując siódme miejsce.

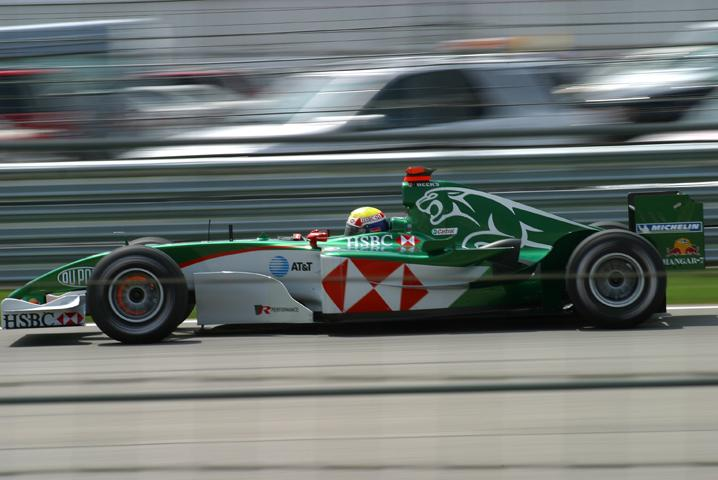
Mark Webber w wyścigu o Grand Prix Stanów Zjednoczonych 2004 w barwach Jaguar Racing

#### Wycofanie się Jaguara i sprzedaż zespołu
We wrześniu 2004 amerykański koncern motoryzacyjny Ford postanowił wystawić na sprzedaż zespół Jaguar Racing, tłumacząc swoją decyzję kłopotami finansowymi. Dwa miesiące później, 15 listopada ogłoszono, że nowym właścicielem zespołu został Red Bull. Szczegóły umowy nie zostały ujawnione, jednak brytyjski serwis BBC Sport podał, że szef firmy Red Bull Dietrich Mateschitz zapłacił za zespół jedynie symbolicznego 1 dolara, w zamian zobowiązując się zainwestować w ciągu trzech lat 400 milionów dolarów w ekipę z Milton Keynes.

#### Red Bull w Formule 1
Po raz pierwszy marka Red Bull pojawiła się w Formule 1 w 1989 roku, kiedy koncern wspierał Gerharda Bergera. W sezonie 1995 austriacki producent został tytularnym sponsorem Saubera. Współpraca ze szwajcarskim zespołem trwała do sprzedaży Jaguara. Logo Red Bulla pojawiało się również na samochodach ekipy Arrows w sezonach 2001 i 2002, ze względu na to, że jednym z reprezentantów brytyjskiego zespołu był Enrique Bernoldi, wspierany przez Red Bulla.

## Starty w Formule 1

### 2005: Współpraca z Cosworthem

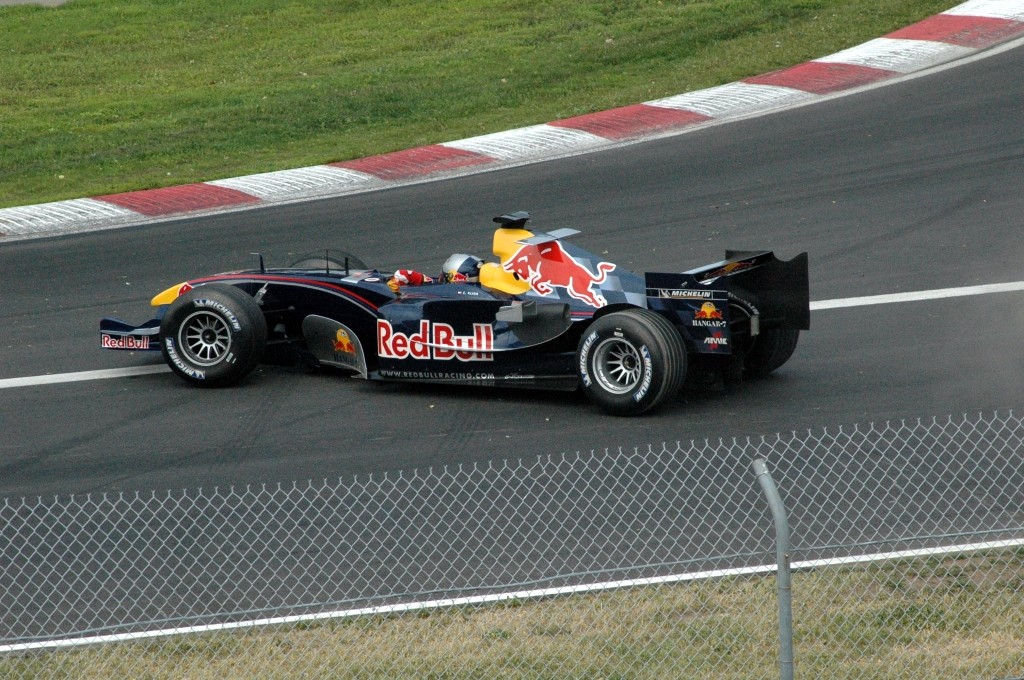
Christian Klien w wyścigu o Grand Prix Kanady 2005

Po zakupie zespołu przez Red Bulla, szefem zespołu został Tony Purnell, wcześniej związany z zespołem z Milton Keynes. W styczniu 2005, Purnell wraz ze swoim bliskim współpracownikiem Davidem Pitchforthem zostali zwolnieni z zespołu – powodem zwolnienia miało być obsadzenie drugiego kierowcy. Na jego miejsce powołano Christiana Hornera, szefa ekipy Arden International, który bezskutecznie starał się o wykupienie zespołu Jordan Grand Prix.
Pierwszym zakontraktowanym kierowcą został David Coulthard, który reprezentował zespoły Williams i McLaren. O fotel drugiego kierowcy walczyli Christian Klien (jeżdżący dla Jaguara w sezonie 2004) i Vitantonio Liuzzi (mistrz Formuły 3000 z 2004). Początkowo partnerem zespołowym był Austriak, a Włoch otrzymał możliwość prowadzenia bolidu podczas piątkowych sesji treningowych. W późniejszej części sezonu Ci dwaj kierowcy mieli wymieniać się swoimi rolami raz na cztery weekendy Grand Prix. Ostatecznie Red Bull Racing zadecydowało o tym, że Klien od Grand Prix Kanady powróci do bolidu na stałe, a Liuzzi został piątkowym testerem. Podczas piątkowych treningów do Grand Prix Kanady i Grand Prix Stanów Zjednoczonych uczestniczył Amerykanin Scott Speed, który był członkiem Red Bull Driver Search (amerykańskiego odpowiednika Red Bull Junior Team). 
W pierwszym sezonie, kierowcy Red Bulla punktowali w jedenastu z dziewiętnastu wyścigów sezonu – najlepiej zaprezentował się Coulthard, który zajął czwarte miejsce w wyścigach o Grand Prix Australii i Grand Prix Europy. Debiutancki sezon zakończył się dla ekipy zdobyciem siódmej pozycji w klasyfikacji konstruktorów, gdzie kierowcy RBR zgromadzili w sumie 34 punkty.

### 2006: Współpraca z Ferrari

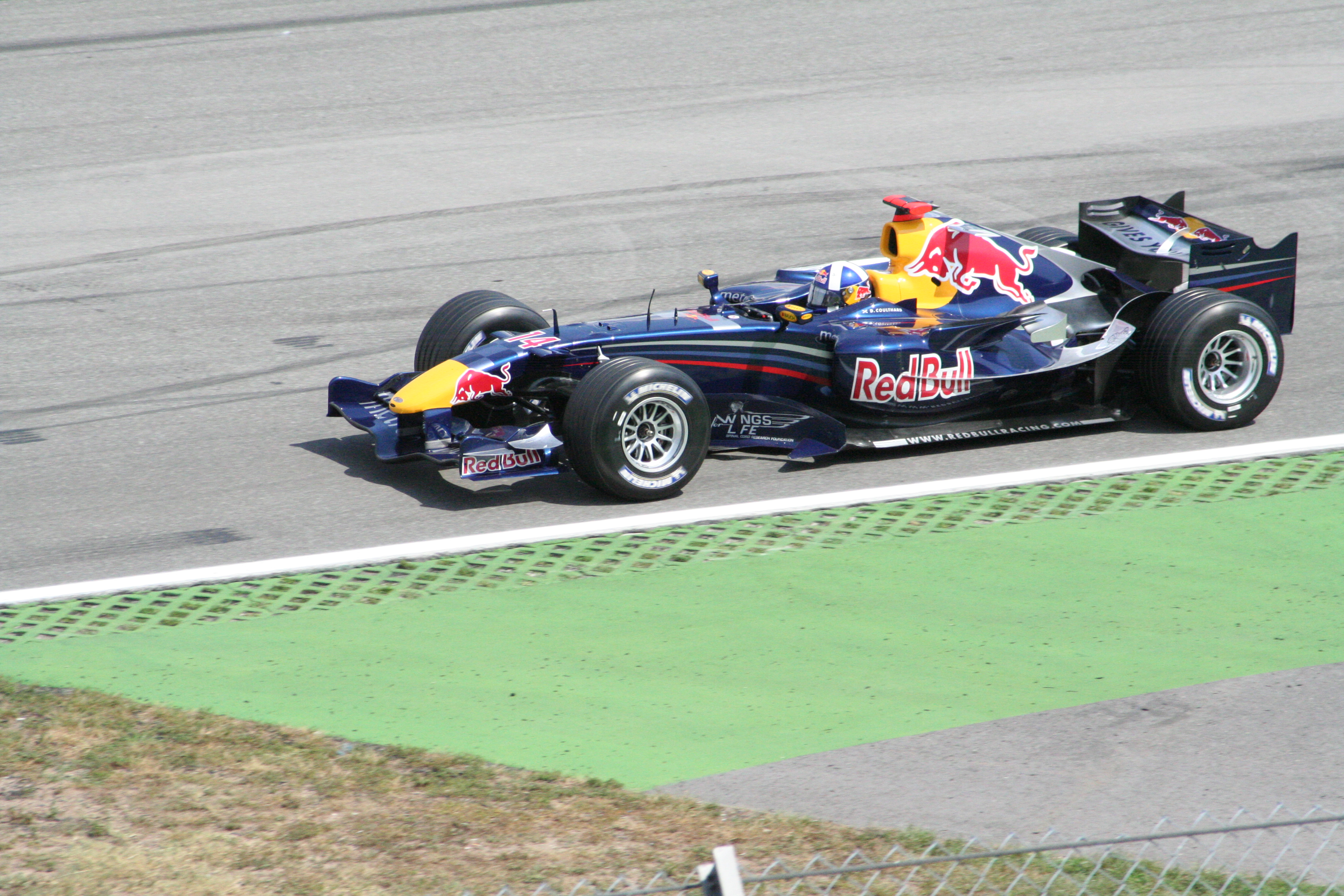
David Coulthard w wyścigu o Grand Prix Niemiec 2006

23 kwietnia 2005, w trakcie weekendu wyścigowego o Grand Prix San Marino zespół ogłosił podpisanie umowy z Ferrari na dostarczanie jednostek napędowych w sezonach 2006-2007. Zbiegło się ze zmianą regulaminu technicznego i wprowadzeniem silników V8 o pojemności 2,4 litra. 8 listopada 2005, Red Bull Racing poinformował, że do ekipy dołączy Adrian Newey, pracujący do tej pory dla McLarena
W składzie zespołu pozostali David Coulthard i Christian Klien. Zmienił się trzeci kierowca zespołu, którym został Robert Doornbos. Vitantonio Liuzzi i Scott Speed zostali reprezentantami Scuderia Toro Rosso, drugiego zespołu Red Bulla, powstałego na bazie włoskiej ekipy Minardi
Początek sezonu był trudny dla Red Bull Racing – kierowcy zespołu łącznie zdobyli dwa punkty (za ósme miejsce Kliena w Grand Prix Bahrajnu i Coultharda w Grand Prix Australii. Podczas Grand Prix Monako, zespół zdobył pierwsze podium, za sprawą trzeciego miejsca Coultharda. 
7 sierpnia 2006, ekipa poinformowała, że reprezentantami Red Bull Racing w sezonie 2007 będzie David Coulthard i Mark Webber. W związku z tym, Red Bull zaproponował Christianowi Klienowi możliwość startów w serii DTM lub Champ Car. Austriacki kierowca odrzucił propozycję startów w Ameryce i dzień później zespół rozwiązał kontrakt ze skutkiem natychmiastowym. Miejsce Kliena zajął Robert Doornbos, zaś trzecim kierowcą został Michael Ammermüller. 
W ciągu całego sezonu zespół Red Bull Racing zgromadził na swoim koncie szesnaście punktów i utrzymał siódmą pozycję w klasyfikacji konstruktorów.

### 2007-2015: Współpraca z Renault
Od sezonu 2007 bolidy zespołu są napędzane silnikami Renault. Skład zespołu został zmieniony w niewielkim stopniu: swoje stanowisko zachował David Coulthard, jego nowym partnerem był natomiast Australijczyk Mark Webber.
W 2008 roku na trzeciego kierowcę zespołu został wybrany Szwajcar, Sébastien Buemi, wicemistrz Formuły 3 Euro Series w sezonie 2007 i wicemistrz serii GP2 Asia w roku 2008 (był to pierwszy rok rozgrywania tej azjatyckiej serii). Po sezonie 2008 David Coulthard postanowił zakończyć karierę w F1, pozostając kierowcą testowym RBR. Jego następcą został Niemiec Sebastian Vettel, najmłodszy w historii kierowca, który wygrał Grand Prix Formuły 1. Podczas GP Chin 2009 Vettel zdobył pierwsze dla zespołu zwycięstwo w Formule 1. Ten wynik powtórzył w Wielkiej Brytanii, Japonii oraz w Zjednoczonych Emiratach Arabskich. Natomiast Mark Webber wygrał dwa wyścigi w Niemczech i Brazylii. Ostatecznie zespół zakończył sezon na drugim miejscu przez drugie miejsce w klasyfikacji kierowców Sebastiana Vettela i czwarte Marka Webbera. W sezonie 2010 Vettel wygrał pięć wyścigów (Malezja, Walencja, Japonia, Brazylia, ZEA), zaś Webber wygrał cztery wyścigi (Hiszpania, Monako, Wielka Brytania, Węgry). Ostatecznie Sebastian Vettel został mistrzem świata w sezonie 2010, a Webber zajął trzecie miejsce. Red Bull Racing został także mistrzem świata w klasyfikacji konstruktorów w sezonach 2010, 2011, 2012 oraz 2013.

### 2016-2018: Renault jako TAG Heuer

#### 2016

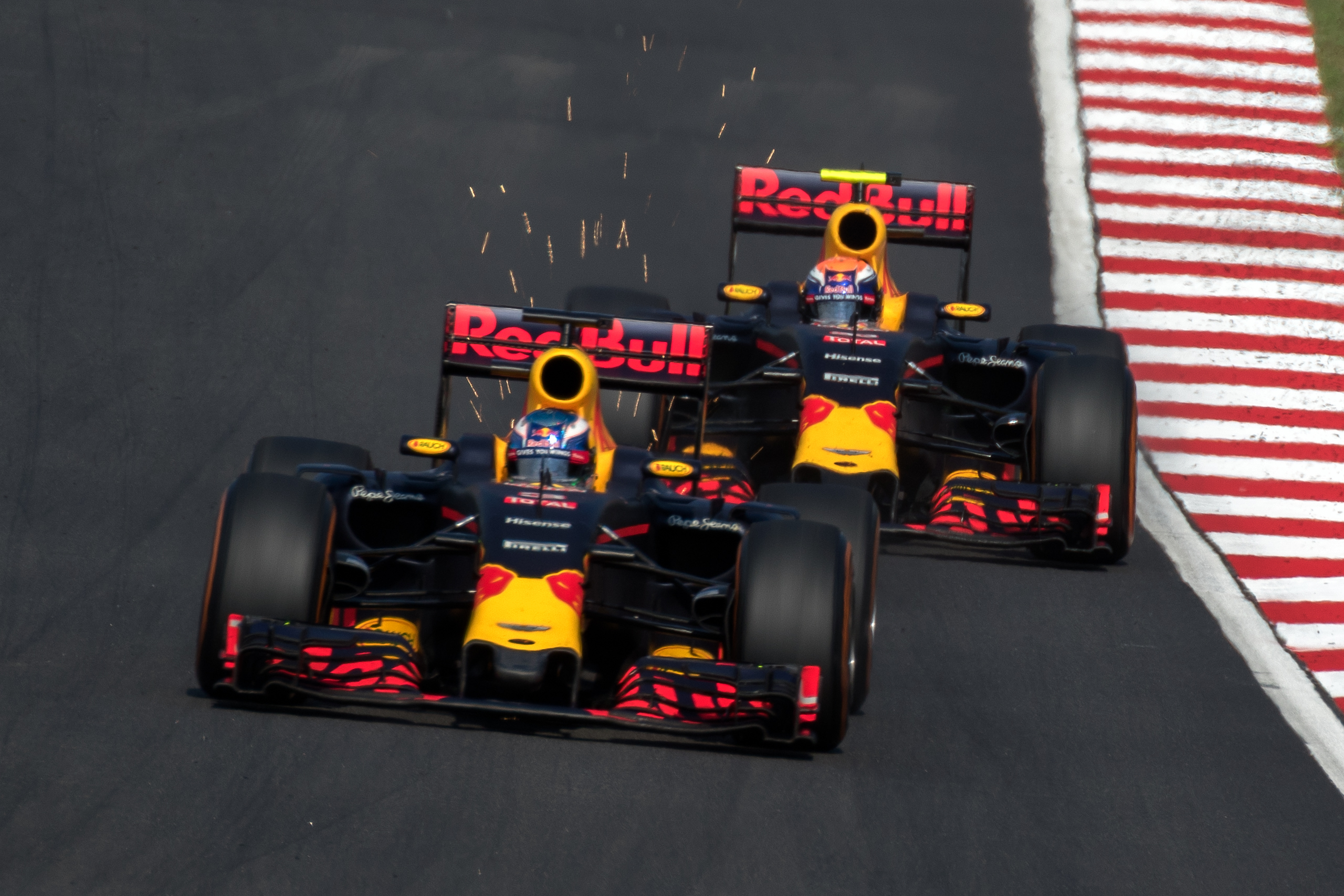
Daniel Ricciardo i Max Verstappen w wyścigu o Grand Prix Malezji 2016

4 grudnia 2015 poinformowano, że Red Bull Racing w sezonie 2016 będzie korzystał z silników Renault pod nazwą TAG Heuer. Po sezonie 2015, Infiniti przestał być sponsorem tytularnym zespołu. Na początku sezonu 2016 zachowano Daniela Ricciardo i Daniiła Kwiata w składzie kierowców. Ponadto ogłoszono, że Aston Martin nawiązał współpracę z Red Bull Racing.
Pierwszym wyścigiem Red Bulla na podium było Grand Prix Chin 2016, gdzie Kwiat zajął trzecie miejsce, przegrywając z Nico Rosbergiem i Sebastianem Vettelem. Na początku wyścigu, Rosjanin swoim manewrem wyprzedzania doprowadził do kolizji obu kierowców Ferrari, przez co został skrytykowany przez Vettela. W swoim domowym wyścigu, Kwiat doprowadził do dwóch kolizji, zmuszając niemieckiego kierowcę do przedwczesnego zakończenia wyścigu.
Przed wyścigiem w Hiszpanii doszło do zmiany – Max Verstappen, będący do tej pory w Scuderii Toro Rosso zajął miejsce Kwiata, zaś Rosjanin zajął miejsce niderlandzkiego kierowcy we włoskiej ekipie. Tor Circuit de Barcelona-Catalunya okazał się szczęśliwy dla Verstappena, który skorzystał z kolizji kierowców Mercedesa, wygrywając wyścig, dodatkowo stając jeszcze sześć razy na podium. Daniel Ricciardo wygrał w Malezji, będąc jeszcze siedem razy w pierwszej trójce. W klasyfikacji konstruktorów, Red Bull Racing przegrało mistrzostwo o prawie 300 punktów z Mercedesem.

#### 2017
Ricciardo i Verstappen zostali w Red Bull Racing na sezon 2017. Kierowcy austriackiej ekipy wygrali trzy wyścigi (Australijczyk w Azerbejdżanie, Holender – w Malezji i Meksyku). Mimo tego, przegrali nie tylko z niemieckim zespołem w klasyfikacji konstruktorów, ale również i z Ferrari, zdobywając w sumie 368 punktów – wyżej w klasyfikacji generalnej był Ricciardo, który zajął piąte miejsce, wyprzedzając swojego kolegę zespołowego o 32 punkty

#### 2018

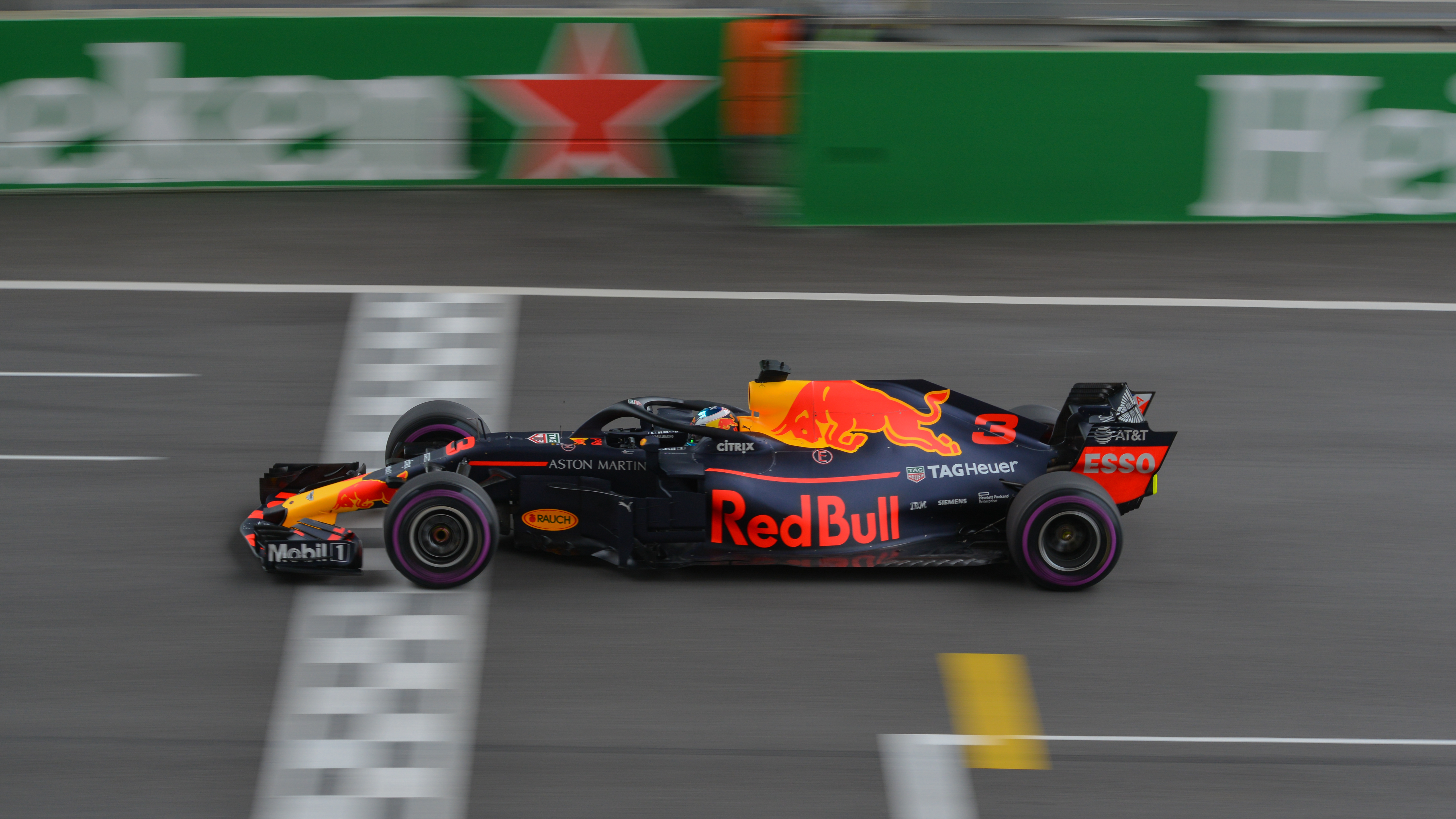
Daniel Ricciardo podczas pierwszego treningu do Grand Prix Chin 2018

Austriacki zespół zachował dotychczasowy skład kierowców w sezonie 2018. 25 września 2017 ogłoszono, że Aston Martin został sponsorem tytularnym Red Bull Racing.
Pierwsze zwycięstwo w sezonie zapewnił Ricciardo podczas Grand Prix Chin, startując z szóstego pola startowego. W następnym wyścigu doszło do kolizji obu kierowców Red Bulla, skutkiem czego było ich odpadnięcie. W Monako, Australijczyk wygrał po uprzednim zdobyciu pole position, jednak była to dla niego ostatnia wygrana w Red Bullu. W drugiej części sezonu, Verstappen zdołał ośmiokrotnie stanąć na podium, wygrywając wyścigi w Austrii i Meksyku.
Tym razem wyżej w klasyfikacji generalnej był Holender, który zajął czwarte miejsce, o dwa punkty mniej od Kimiego Räikkönena, zaś Red Bull Racing ponownie zajął trzecie miejsce, zdobywając łącznie 419 punktów

### 2019-2021: Współpraca z Hondą

#### 2019

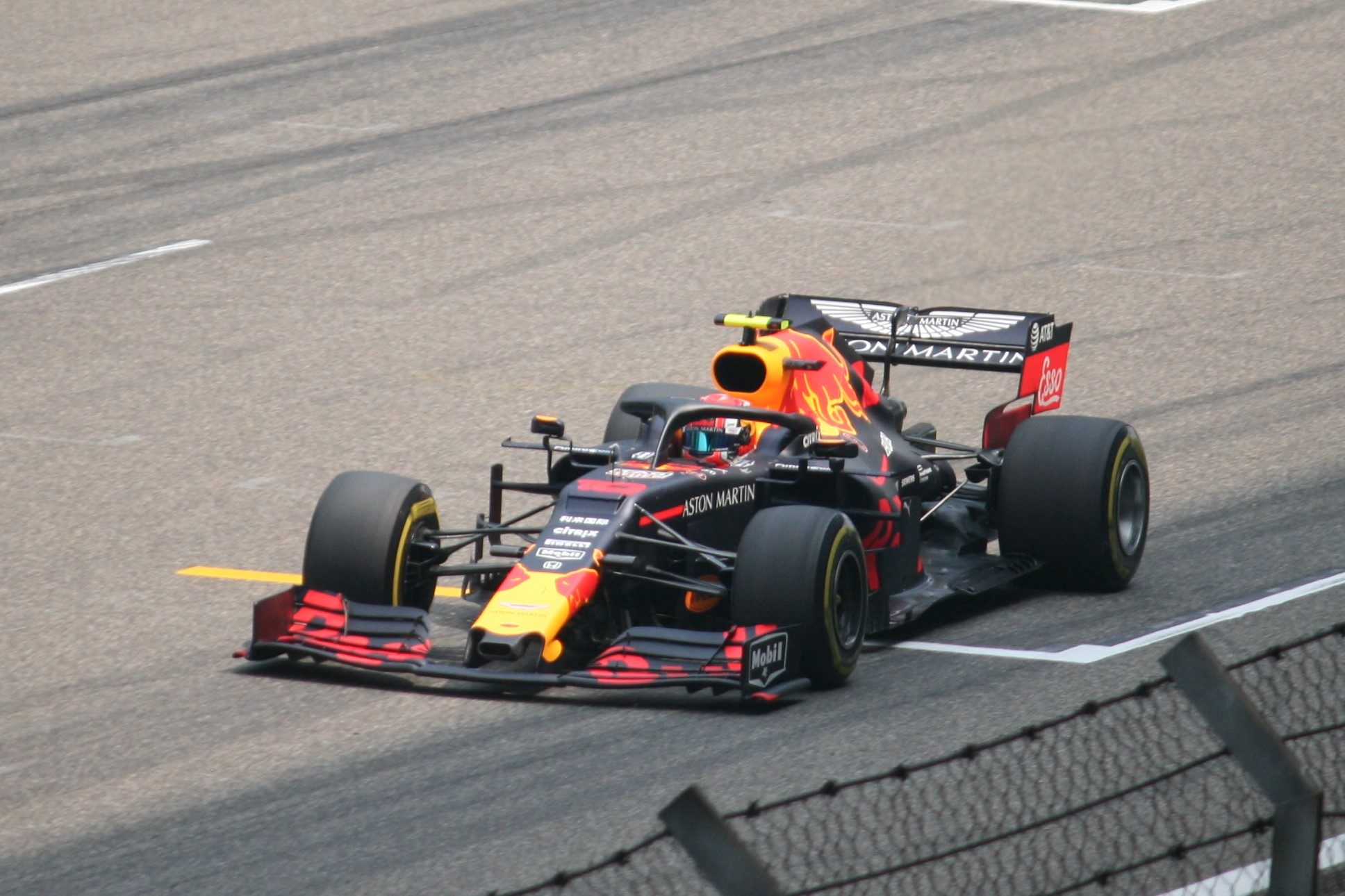
Pierre Gasly w wyścigu o Grand Prix Chin 2019

W czerwcu 2018, Red Bull Racing ogłosił, że od sezonu 2019 przechodzi na jednostki napędowe Hondy, używane do tej pory przez juniorską ekipę Red Bulla, Scuderię Toro Rosso. Przed rozpoczęciem sezonu dokonano zmiany partnera zespołowego Maksa Verstappena – po transferze Daniela Ricciardo do Renault, drugim kierowcą austriackiego zespołu został Pierre Gasly.
O ile Verstappen przed letnią przerwą zdążył zdobyć pięć miejsc na podium, w tym dwa zwycięstwa (w Austrii i Niemczech), o tyle Gasly miał problem ze zbliżaniem się do swojego kolegi zespołowego, notując najlepszy wynik w Wielkiej Brytanii, gdzie zajął czwarte miejsce. Przed Grand Prix Belgii zdecydowano o zamianie miejsc – miejsce francuskiego kierowcy w Red Bullu zajął Alexander Albon. Do końca sezonu Max Verstappen zdobył trzy podia, w tym wygraną w Brazylii. W tym samym wyścigu, Alexander Albon jechał w wyścigu na drugiej pozycji, jednak na okrążenie przed końcem, w samochód tajskiego kierowcy uderzył Lewis Hamilton i ostatecznie Albon zajął dopiero czternaste miejsce. W klasyfikacji konstruktorów, Red Bull Racing zajął trzecie miejsce, przegrywając tylko z Mercedesem i Ferrari.

#### 2020
Pod koniec sezonu 2019, Red Bull Racing ogłosił pozostawienie Alexa Albona w składzie na sezon 2020, zaś Max Verstappen przedłużył umowę z austriacką ekipą do 2023 roku.
Z powodu pandemii COVID-19 sezon ruszył w lipcu na Red Bull Ringu. W Austrii, Holender wycofał się z powodu awarii, natomiast Taj ponownie stanął przed szansą zdobycia pierwszego podium w karierze, jednak znów na jego drodze stanął Hamilton, który zderzył się z Albonem na 61. okrążeniu. Tajlandczyk zrealizował ten cel w Grand Prix Toskanii 2020, gdzie przegrał tylko z duetem Mercedesa, stając na najniższym stopniu również w Bahrajnie. Verstappen cały czas był w wysokiej formie, wygrywając dwa wyścigi – Grand Prix 70-lecia Formuły 1 i Grand Prix Abu Zabi i zaledwie czterokrotnie nie kończąc wyścigu. W klasyfikacji konstruktorów, Red Bull zajął drugie miejsce, zaś Holender przegrał walkę o wicemistrzostwo z Bottasem o dziewięć punktów.

#### 2021

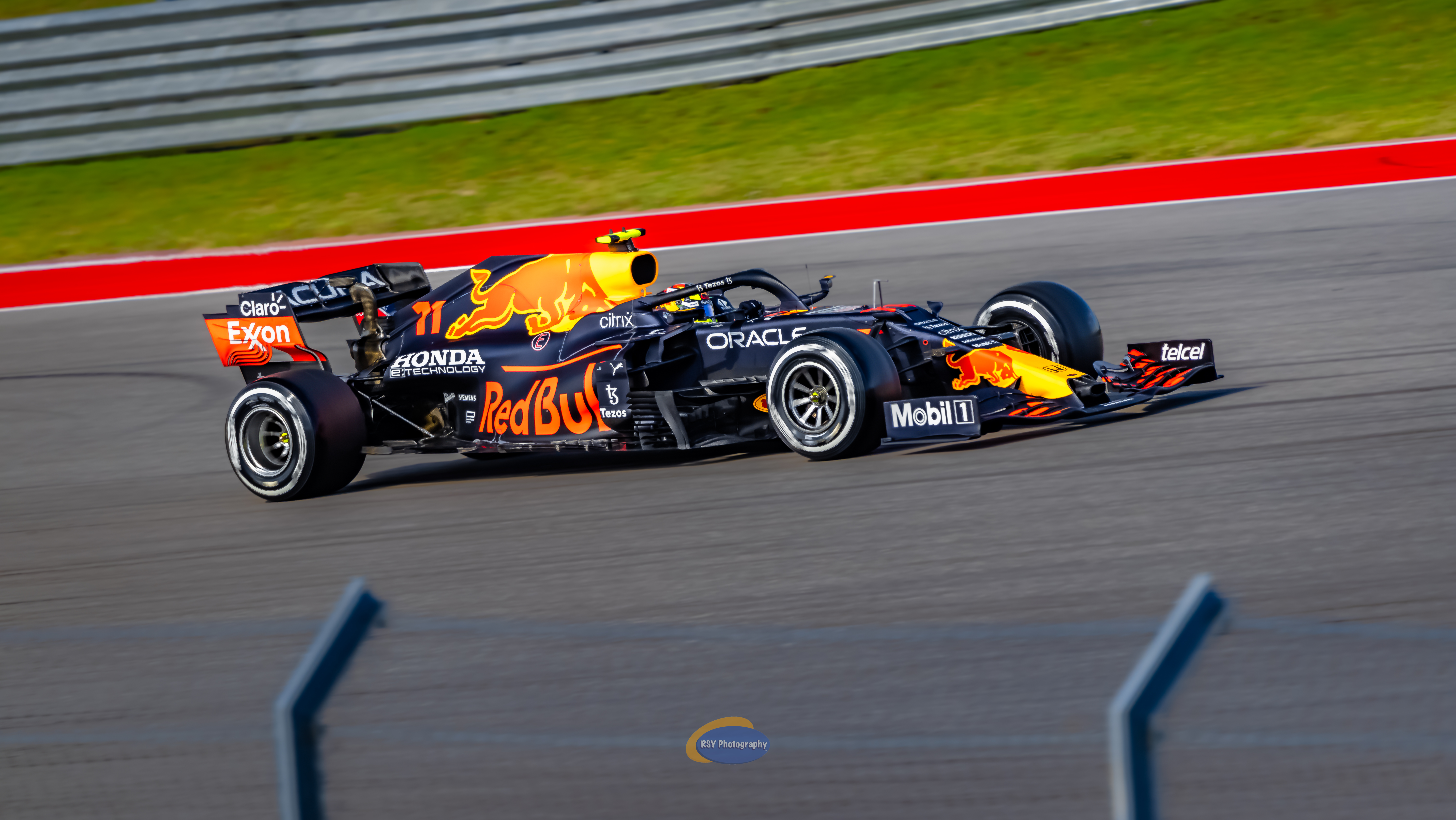
Sergio Pérez w wyścigu o Grand Prix Stanów Zjednoczonych 2021

W październiku 2020 Honda poinformowała, że wycofa się z Formuły 1 z końcem sezonu 2021. Ponadto pojawiły się wątpliwości co do przyszłości Alexandra Albona w zespole – wówczas Christian Horner potwierdził, że w razie zwolnienia tajskiego kierowcy z zespołu, partnerem zespołowym Maxa Verstappena zostanie kierowca spoza juniorskiego programu Red Bulla. Miejscem w zespole byli łączeni Nico Hülkenberg i Sergio Pérez. 18 grudnia 2020, zespół ogłosił podpisanie kontraktu z Meksykaninem, zaś Albon pozostał w ekipie jako kierowca rezerwowy. Po zakończeniu sezonu 2020, zespół stracił sponsoring tytularny, ze względu na to, że Aston Martin powrócił ze swoim zespołem, który powstał na bazie ekipy Racing Point.
Był to zdecydowanie lepszy sezon dla Maxa Verstappena, który wygrał dziesięć wyścigów i do końca walczył z Lewisem Hamiltonem o mistrzostwo, zdobywając je po zwycięstwie w Grand Prix Abu Zabi. Dodatkowo Holender wygrał sprint przed wyścigiem o Grand Prix Wielkiej Brytanii. Pérez zwyciężył w Grand Prix Azerbejdżanu i trzykrotnie kończył wyścigi na trzeciej pozycji. W klasyfikacji konstruktorów, Red Bull ponownie zajął drugie miejsce, mając 28 punktów straty do Mercedesa.

### 2022-2025: Silniki Hondy jako Red Bull

#### 2022

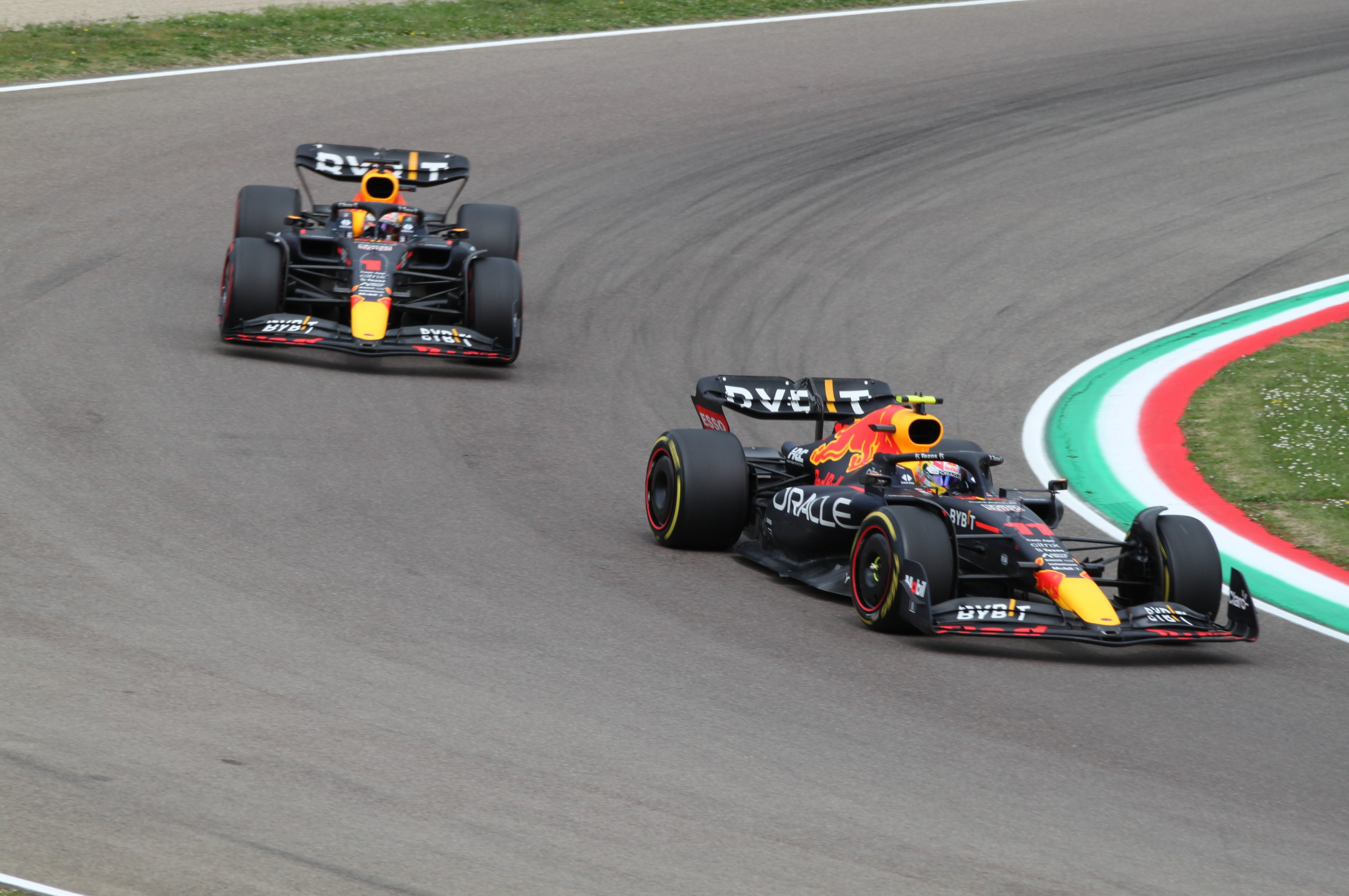
Sergio Pérez i Max Verstappen podczas Grand Prix Emilii-Romanii 2022

W lutym 2021 potwierdzono, że austriacki koncern przejmie projekt silnika Hondy. Kilka miesięcy później zespół poinformował, że japońska firma wciąż będzie wspierać Red Bulla, lecz prawa do silnika będzie miał Red Bull. Ostatecznie pod koniec stycznia 2022, Helmut Marko przyznał, że Honda do 2025 roku będzie produkować silniki, pod szyldem RBPT, a sam producent unieważnił umowę o przekazaniu praw intelektualnych austriackiemu koncernowi.
Skład kierowców pozostał bez zmian – Sergio Pérez przedłużył umowę do końca sezonu 2022, zaś Max Verstappen – do 2028 roku. Przed rozpoczęciem sezonu, nowym sponsorem tytularnym stajni została firma Oracle.
Verstappen obronił mistrzostwo, stając na podium w siedemnastu wyścigów, wygrywając piętnaście razy. Pérez jedenastokrotnie stawał na podium, wygrywając wyścigi w Monako i Singapurze. Zespół po raz pierwszy od 2013 wywalczył mistrzostwo konstruktorów, wyprzedzając Ferrari o 205 punktów.

#### 2023
Zespół pozostawił Sergio Péreza i Maksa Verstappena na sezon 2023. Rok ten był w wykonaniu Red Bull Racing jeszcze lepszy – kierowcy zespołu łącznie wygrali 21 z 22 wyścigów sezonu, będąc poza podium w Grand Prix Singapuru, gdzie Verstappen zajął piąte, a Pérez ósme miejsce. Max Verstappen po raz trzeci sięgnął po mistrzostwo, wygrywając aż dziewiętnaście wyścigów, Sergio Pérez został wicemistrzem świata a Red Bull Racing obronił mistrzostwo konstruktorów zdobywając 860 punktów, ponad dwa razy więcej od Mercedesa.

#### 2024
Podobnie jak w poprzednich trzech sezonach nie doszło do zmiany w składzie kierowców – reprezentantami Red Bull Racing na sezon 2024 byli Max Verstappen i Sergio Pérez. Holender po raz czwarty sięgnął po tytuł mistrzowski, stając czternaście razy na podium, w tym wygrywając dziewięć wyścigów. Gorzej szło Meksykaninowi – w pierwszych sześciu wyścigach stawał na podium cztery razy, natomiast po Grand Prix Miami nastąpiła obniżka formy kierowcy, który do końca sezonu ani razu nie stanął na podium, punktując często pod koniec pierwszej dziesiątki. Łącznie kierowcy Red Bulla zgromadzili 589 punktów, co przełożyło się na zajęcie trzeciej pozycji w klasyfikacji konstruktorów, przegrywając z McLarenem i Ferrari.

#### 2025
Jeszcze w trakcie sezonu 2024, zespół przedłużył kontrakt Pérezowi do sezonu 2026. Słabsze starty meksykańskiego kierowcy spowodowały liczne głosy dotyczące zastąpienia go innym kierowcą, jednak Pérez zaznaczył, że ma ważny kontrakt z zespołem. Ostatecznie jednak Meksykanin doszedł do porozumienia z ekipą w sprawie rozwiązania umowy. Nowym partnerem zespołowym Verstappena został Liam Lawson.
Nowozelandczyk nie spisywał się w miarę możliwości i po dwóch wyścigach sezonu został zastąpiony przez Yūkiego Tsunodę. 9 lipca 2025 zespół ogłosił zwolnienie Christiana Hornera z zespołu, a nowym szefem Red Bull Racing został Laurent Mekies, który pełnił te same obowiązki w Racing Bulls.

### Od 2026: Współpraca Red Bulla z Fordem
27 lipca 2022 pojawiły się pierwsze informacje o partnerstwie Red Bulla z Porsche Motorsport, które miało wejść z początkiem 2026 roku. Wniosek ten należało złożyć do organów antymonopolowych aż dwudziestu krajów, w tym spoza Unii Europejskiej. Komunikat prasowy miał zostać opublikowany podczas Grand Prix Austrii 2022, lecz plany pokrzyżowała Światowa Rada Sportów Motorowych, która nie zatwierdziła ostatecznych przepisów dotyczących jednostek napędowych, mających wejść w życie od 2026 roku. Ostatecznie, we wrześniu 2022 niemiecki koncern poinformował, że rozmowy z austriackim koncernem zakończyły się fiaskiem, ponieważ Red Bull nie chciał się zgodzić na odsprzedanie połowy udziałów w zespole. Ostatecznie, 3 lutego 2023 poinformowano, że Ford nawiąże partnerstwo z austriackim zespołem począwszy od 2026 roku.

## Wyniki w Formule 1
Źródło: Wyprzedź Mnie!
| Sezon | Nazwa                        | Samochód | Silnik                         | Opony | Kierowcy                                          | Punkty | Msc. |
| ----- | ---------------------------- | -------- | ------------------------------ | ----- | ------------------------------------------------- | ------ | ---- |
| 2005  | Red Bull Racing              | RB1      | Cosworth TJ2005 3.0 V10        | M     | David Coulthard Christian Klien Vitantonio Liuzzi | 34     | 7    |
| 2006  | Red Bull Racing              | RB2      | Ferrari 056 2.4 V8             | M     | David Coulthard Christian Klien Robert Doornbos   | 16     | 7    |
| 2007  | Red Bull Racing              | RB3      | Renault RS27 2.4 V8            | B     | David Coulthard Mark Webber                       | 24     | 5    |
| 2008  | Red Bull Racing              | RB4      | Renault RS27 2.4 V8            | B     | David Coulthard Mark Webber                       | 29     | 7    |
| 2009  | Red Bull Racing              | RB5      | Renault RS27 2.4 V8            | B     | Mark Webber Sebastian Vettel                      | 153,5  | 2    |
| 2010  | Red Bull Racing              | RB6      | Renault RS27-2010 2.4 V8       | B     | Sebastian Vettel Mark Webber                      | 498    | 1    |
| 2011  | Red Bull Racing              | RB7      | Renault RS27-2011 2.4 V8       | P     | Sebastian Vettel Mark Webber                      | 650    | 1    |
| 2012  | Red Bull Racing              | RB8      | Renault RS27-2012 2.4 V8       | P     | Sebastian Vettel Mark Webber                      | 460    | 1    |
| 2013  | Infiniti Red Bull Racing     | RB9      | Renault RS27-2013 2.4 V8       | P     | Sebastian Vettel Mark Webber                      | 596    | 1    |
| 2014  | Infiniti Red Bull Racing     | RB10     | Renault Energy F1-2014 1.6 V6T | P     | Sebastian Vettel Daniel Ricciardo                 | 405    | 2    |
| 2015  | Infiniti Red Bull Racing     | RB11     | Renault Energy F1-2015 1.6 V6T | P     | Daniel Ricciardo Daniił Kwiat                     | 187    | 4    |
| 2016  | Red Bull Racing              | RB12     | TAG Heuer 1.6 V6T              | P     | Daniel Ricciardo Daniił Kwiat Max Verstappen      | 468    | 2    |
| 2017  | Red Bull Racing              | RB13     | TAG Heuer 1.6 V6T              | P     | Daniel Ricciardo Max Verstappen                   | 368    | 3    |
| 2018  | Aston Martin Red Bull Racing | RB14     | TAG Heuer 1.6 V6T              | P     | Daniel Ricciardo Max Verstappen                   | 419    | 3    |
| 2019  | Aston Martin Red Bull Racing | RB15     | Honda RA619H 1.6 V6T           | P     | Pierre Gasly Alexander Albon Max Verstappen       | 417    | 3    |
| 2020  | Aston Martin Red Bull Racing | RB16     | Honda RA620H 1.6 V6T           | P     | Alexander Albon Max Verstappen                    | 319    | 2    |
| 2021  | Red Bull Racing Honda        | RB16B    | Honda RA621H 1.6 V6T           | P     | Sergio Pérez Max Verstappen                       | 559,5  | 2    |
| 2022  | Oracle Red Bull Racing       | RB18     | RBPT RBPTH001 1.6 V6T          | P     | Max Verstappen Sergio Pérez                       | 759    | 1    |
| 2023  | Oracle Red Bull Racing       | RB19     | Honda RBPT RBPTH001 1.6 V6T    | P     | Max Verstappen Sergio Pérez                       | 860    | 1    |
| 2024  | Oracle Red Bull Racing       | RB20     | Honda RBPT RBPTH002 1.6 V6T    | P     | Max Verstappen Sergio Pérez                       | 589    | 3    |

## Red Bull RB17

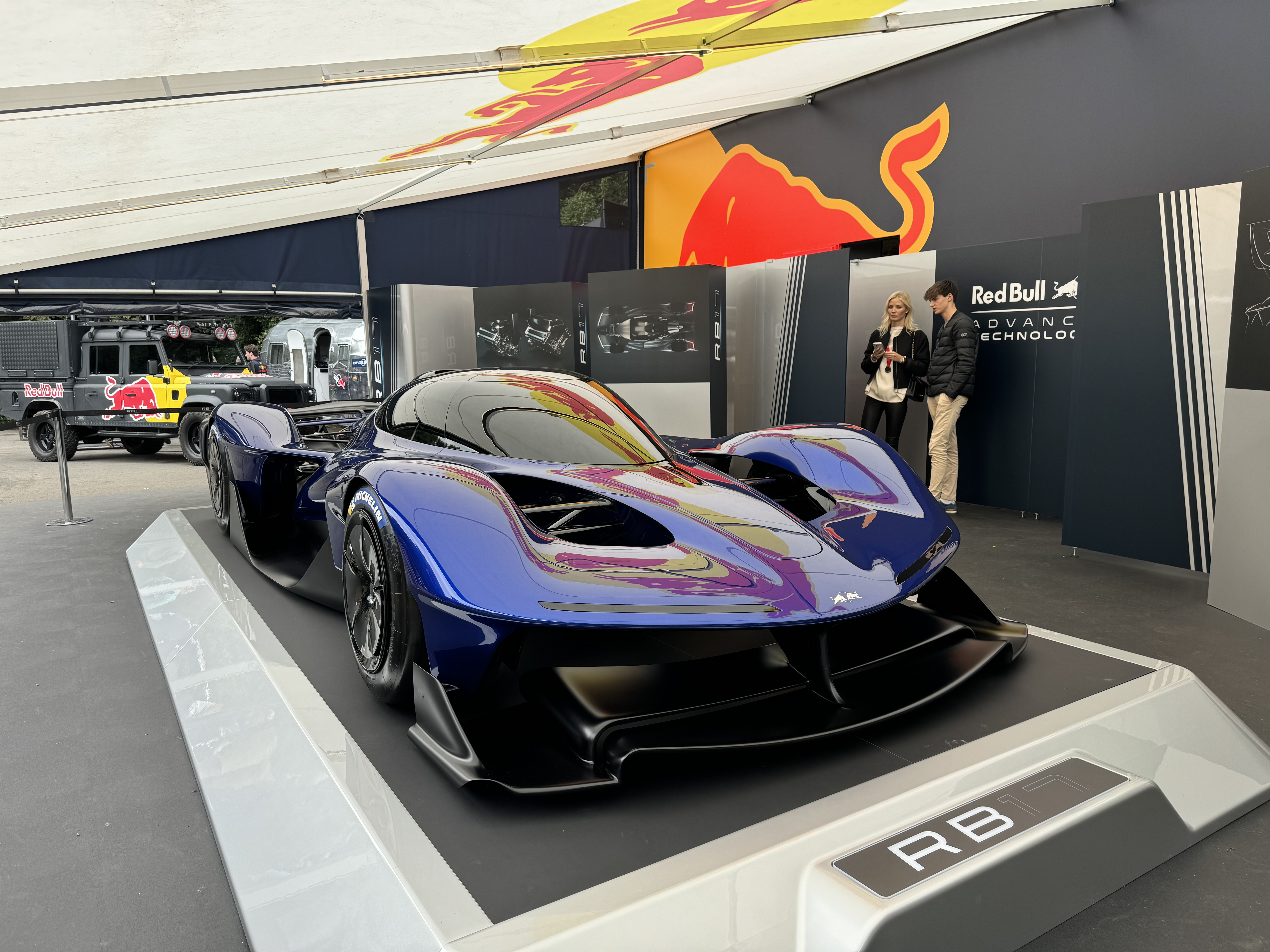
Red Bull RB17

W lipcu 2024 przedstawiono pierwszy w historii samochód marki Red Bull, który zbudował podzespół inżynierów Red Bull Racing, Red Bull Advanced Technologies, pod kierownictwem Adriana Neweya. 1200-konny hybrydowy hipersamochód został zbudowany z myślą o poruszaniu się wyłącznie w warunkach torowych, bez homologacji zezwalającej jazdę na drogach publicznych. Masa pojazdu wyniosła 900 kilogramów, a podstawą napędu został nawiązujący rozwiązaniami technologicznymi do technologii F1 wolnossący silnik V8. Red Bull Racing przewidział zbudowanie ściśle ograniczonej serii 50 egzemplarzy w cenie po 5 milionów funtów za każdy, poczynając od 2025 roku.